# 2 lire (banconota)
La banconota da 2 lire è stata uno dei tagli di cartamoneta circolante in Italia dal 1894 fino al 1944. Furono emessi dal Ministero del Tesoro per supplire alla sempre più scarsità delle monete d'argento; poiché queste vennero sottratte alla circolazione e tesaurizzate.

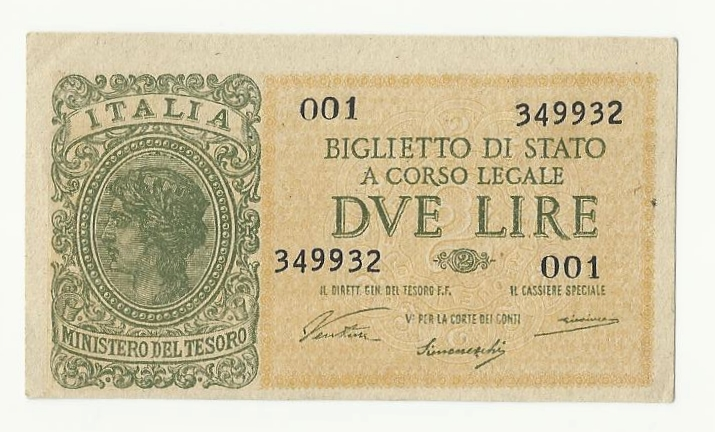
Banconota del 1944 (Luogotenenza) firmata da Ventura, Simoneschi e Giovinco della prima serie 001

## Regno d'Italia
I primi due tipi di banconota da 2 lire furono stampati dall'Officina Carte Valori di Torino.

### Umberto I
Sotto il regno di Umberto I si stamparono i primi buoni di cassa da 2 lire (dal 22 febbraio 1894 al 13 luglio 1898). Questi sono di dimensioni medio-piccole (82 x 45mm) e presentano un colore beige e blu-nero sul dritto e marrone-rosso sul rovescio. Sul fronte campeggia la scritta (a dimensione variabile) Buono di Cassa a corso Legale da DUE lire e sulla sinistra, contornato da una greca, un esagono irregolare nel quale è inscritto il ritratto a trequarti di Umberto I. Nel centro, in basso, le firme del Cassiere Speciale e del Delegato della Corte dei Conti che per tutte le 6 serie di questo tipo furono Dell'Aria e Righetti, rispettivamente. Il retro ricorda molto quello dell'omologa banconota da 1 lira; sono infatti presenti due cerchi intervallati da un esagono irregolare, nel cerchio di sinistra è inscritta la cifra 2 e la scritta lire, mentre nell'esagono è riprodotto lo stemma dei Savoia. Il numero di serie è riportato sul dritto. La filigrana disegna delle linee orizzontali a sinusoide. Questo tipo di banconota è estremamente rara e può raggiungere il prezzo di 3800 € per un pezzo in ottime condizioni.

### Vittorio Emanuele III
La stampa delle banconote da 2 lire, interrotta nel 1898, riprese sotto Vittorio Emanuele III. Queste banconote si rifanno direttamente a quelle da 1 lira dello stesso periodo salvo per qualche differenza di immagine, colore e dimensione. Sul dritto figura, così come per il tipo precedente, la scritta a grandezza variabile Buono di cassa a corso legale da DUE lire, a destra di questa in un ovale marrone chiaro il ritratto di Vittorio Emanuele III di profilo rivolto a sinistra; in alto il numero di serie mentre in basso le firme del Cassiere Speciale e del Delegato della Corte dei Conti. Sul retro sono raffigurati due cerchi intervallati da un esagono irregolare; nei cerchio è inscritta la cifra 2 e la parola Lire, nell'esagono è invece inscritto lo stemma dei Savoia; in alto il decreto legge. La filigrana è assente. La terza emissione è una serie speciale per l'esercito ed è conosciuta dai collezionisti come Armata Diaz. La rarità dei pezzi varia a seconda della serie e il prezzo per esemplari in ottima conservazione può arrivare a 1300 €.

## Periodo Fascista
La stampa di banconote venne interrotta nel 1922 per essere ripresa più tardi nel 1939, non più dalle Officine di Torino ma dalle Officine dell'Istituto Poligrafico dello Stato di Roma. Questa banconota è conosciuta come Impero poiché si rifà al periodo dell'antica Roma imperiale. Presentano un colore nero e bruno scuro e sono di dimensioni medio-piccole (79 x 50 mm). Al centro del dritto è riportata la scritta Regno d'Italia, al di sotto della quale è la scritta Biglietto di Stato a Corso Legale e Lire Due; sotto le firme di Grassi, Porena e Cossu. A sinistra in un rettangolo è disegnato un fascio littorio su un intricato ramo di quercia, a destra in un altro rettangolo la scritta Lire 2 e una spiga di grano. Sul rovescio, al centro, la riproduzione della statua di Giulio Cesare, mentre a destra e sinistra la cifra 2 intersecata a un L. Il numero di serie è riportato sul rovescio. La filigrana riporta le lettere BS e la cifra 2 ripetute. Fu stampata una sola serie, il 14 novembre 1939.

## Luogotenenza
Nel 1944, durante la luogotenenza, lo stile ritornò quello della serie del 1914, ma con qualche variazione di disegno, colore e dimensione. Le banconote sono di color giallo e grigio nel fronte e arancio nel rovescio, le dimensioni sono medio piccole (84 x 45 mm). Nell'ovale del dritto è raffigurata l'Italia Laureata rivolta verso sinistra, la scritta cita Biglietto di stato a corso legale. L'esagono del retro non reca più lo stemma Savoia ma la frase La legge punisce i fabbricatori e gli spacciatori di biglietti falsi. La filigrana presenta una doppia sinusoide orizzontale. Di questa banconota ne furono stampate 2 serie, una recante le firme di Ventura, Simoneschi e Giovinco, e l'altra quelle di Bolaffi, Cavallaro e Giovinco. Queste furono le ultime banconote di questo taglio stampate fino all'introduzione dell'Euro.